# Sydvästra regionen

Sydvästra regionens läge i Nordmakedonien

Den sydvästra regionen (makedonska: Југозападен регион) är en av de åtta statistiska regionerna i Nordmakedonien. Sydvästra regionen gränsar till regionerna Pelagonien, Polog, Skopje och Vardar. Dessutom gränsar den till Albanien. 
Sydvästra regionen ligger, som namnet antyder i den sydvästra delen av landet. Ohrid är regionens största stad med sina drygt 42 000 invånare.

## Kommuner

Karta över kommunerna i den Sydvästra regionen

Den sydvästra regionen är indelad i 9 kommuner:
1. Centar Župa
2. Debar
3. Debarca
4. Kičevo
5. Makedonski Brod
6. Ohrid
7. Plasnica
8. Struga
9. Vevčani

## Demografi

### Invånarantal
Det aktuella invånarantalet i den sydvästra regionen var 221 651 invånare, enligt den senaste folkräkningen år 2002.
| Mätningsår | Invånarantal | Förändringar |
| ---------- | ------------ | ------------ |
| 1994       | 211 046      | N/A          |
| 2002       | 221 651      | +5,89%       |

### De största orterna
Listan som följer nedan är en lista över de största städerna i regionen. Detta enligt mätningar under 2002.
| Rank | Stad            | Folkmängd |
| ---- | --------------- | --------- |
| 1    | Ohrid           | 42 033    |
| 2    | Kičevo          | 27 076    |
| 3    | Struga          | 16 559    |
| 4    | Debar           | 14 561    |
| 5    | Zajas           | 4 712     |
| 6    | Makedonski Brod | 3 740     |
| 7    | Vevčani         | 2 433     |
| 8    | Plasnica        | 2 288     |
| 9    | Drugovo         | 1 492     |

### Några övriga orter
- Pescani, ligger nära albanska gränsen, inte långt ifrån Ohrid.
- Trpejca, nära albanska gränsen, strax söder om Pescani
- Volkoderi, nära albanska gränsen, strax väst om Pescani
- Stenje, nära albanska gränsen, väst om Pescani och öst om Volkoderi

### Etnisk fördelning
Den största etniska gruppen är makedonerna, följt av albanerna. 